# Kårarvsgruvans naturvårdsområde
Kårarvsgruvans naturvårdsområde är ett naturvårdsområde (sedan 1999 likställt med naturreservat) i Falu kommun i Dalarnas län.
Området är naturskyddat sedan 1983 och är 7 hektar stort. Reservatet ligger väster om Falun och omfattar gruvan Kårarvet med många spår från äldre tiders gruvbrytning. 